# PostgreSQL
PostgreSQL је робустан, објектно-релациони систем за управљање базама података (објектно-релациони DBMS или ORDBMS), произведен на основу Берклијевог система за управљање базама података Postgres. PostgreSQL садржи моћан објектно-релациони модел података, богат избор врста података, лаку надоградивост, као и надограђени сет наредби SQL језика.

## Карактеристике

### Функције
Функције омогућавају серверу да извршава блокове кода. Иако ти блокови могу бити писани у SQL-у, недостатак неких од основних програмерских операција у истом је довео до усвајања других језика унутар функција. С тим у вези, функције у PostgreSQL-у могу бити писане у следећим језицима:
- Уграђеном PL/pgSQL језику који личи на Ораклов процедурални језик PL/SQL.
- Скриптинг језицима као што су: Луа, Перл, PHP, Пајтон, Руби, Тцл и други ...
- Компајлерским језицима као што су: C, C++, Јава
- Статистичким језицима, као што је: R.

### Индекси
PostgreSQL садржи уграђену подршку за Б+ стабло, Хеш табела, GiST и GiN индексе.

### Тригери
Тригери су потпуно подржани и могу се придружити табелама, али не и погледима. Вишеструки тригери се извршавају по абецедном редоследу.

### Типови података
Подржан је широк скуп типова података, укључујући и могућност да корисници сами стварају сопствене типове.

### Наслеђивање
Табеле могу наслеђивати карактеристике од "табела родитеља". Подаци из наследника егзистирају и у потомку. Додавање колоне у потомку изазива појављивање те колоне и у наследној табели.